# Championnats du monde de ski nordique 2003

Logo

L'édition 2003 des Championnats du monde de ski nordique s'est déroulée à Val di Fiemme (Italie) du 18 février au 1er mars.

## Podiums par épreuves

### Ski de fond

#### Hommes
| Êpreuve                                     | Or                                                                   | Argent                                                                    | Bronze                                                               |
| 26 février : Ski de fond 1,5 km Sprint H    | Thobias Fredriksson                                                  | Haavard Bjerkeli                                                          | Tor Arne Hetland                                                     |
| 21 février : Ski de fond 15 km H            | Axel Teichmann                                                       | Jaak Mae                                                                  | Frode Estil                                                          |
| 19 février : Ski de fond 30 km classique H  | Thomas Alsgaard                                                      | Anders Aukland                                                            | Frode Estil                                                          |
| 1er mars : Ski de fond 50 km libre H        | Martin Koukal                                                        | Anders Södergren                                                          | Jörgen Brink                                                         |
| 23 février : Ski de fond 20 km poursuite H  | Per Elofsson                                                         | Tore Ruud Hofstad                                                         | Jörgen Brink                                                         |
| 25 février : Ski de fond relais 4 × 10 km H | Norvège Anders Aukland Frode Estil Tore Ruud Hofstad Thomas Alsgaard | Allemagne Jens Filbrich Andreas Schlütter René Sommerfeldt Axel Teichmann | Suède Anders Södergren Mathias Fredriksson Per Elofsson Jörgen Brink |

#### Femmes
| Êpreuve                                    | Or                                                                   | Argent                                                           | Bronze                                                                   |
| 26 février : Ski de fond 1,5 km Sprint F   | Marit Bjørgen                                                        | Claudia Künzel                                                   | Hilde G. Pedersen                                                        |
| 20 février : Ski de fond 10 km classique F | Bente Skari                                                          | Kristina Šmigun                                                  | Hilde G. Pedersen                                                        |
| 18 février : Ski de fond 15 km classique F | Bente Skari                                                          | Kristina Šmigun                                                  | Olga Savialova                                                           |
| 28 février : Ski de fond 30 km libre F     | Olga Savialova                                                       | Elena Burukhina                                                  | Kristina Šmigun                                                          |
| février : Ski de fond 10 km poursuite F    | Kristina Šmigun                                                      | Evi Sachenbacher                                                 | Olga Savialova                                                           |
| 24 février : Ski de fond relais 4 × 5 km F | Allemagne Manuela Henkel Viola Bauer Claudia Künzel Evi Sachenbacher | Norvège Anita Moen Marit Bjørgen Hilde Pedersen Vibeke Skofterud | Russie Natalja Korostelewa Olga Savialova Elena Burukhina Nina Gawriljuk |

### Saut à ski
| Êpreuve                                  | Or                                                           | Argent                                                               | Bronze                                                                      |
| 28 février : Saut à ski K95              | Adam Małysz                                                  | Tommy Ingebrigtsen                                                   | Noriaki Kasai                                                               |
| 22 février : Saut à ski K 120            | Adam Małysz                                                  | Matti Hautamäki                                                      | Noriaki Kasai                                                               |
| 22 février : Saut à ski K120 par équipes | Finlande Janne Ahonen Tami Kiuru Arttu Lappi Matti Hautamäki | Japon Kazuyoshi Funaki Akira Higashi Hideharu Miyahira Noriaki Kasai | Norvège Tommy Ingebrigtsen Lars Bystøl Sigurd Pettersen Bjørn Einar Romøren |

### Combiné nordique
| Êpreuve                                              | Or                                                                     | Argent                                                                    | Bronze                                                               |
| 28 février : Combiné nordique sprint (K120 / 7,5 km) | John Spillane                                                          | Ronny Ackermann                                                           | Felix Gottwald                                                       |
| 19 février : Combiné nordique (K95 / 15 km)          | Ronny Ackermann                                                        | Felix Gottwald                                                            | Samppa Lajunen                                                       |
| 24 février : Combiné nordique par équipe             | Autriche Michael Gruber Wilhelm Denifl Christoph Bieler Felix Gottwald | Allemagne Thorsten Schmitt Georg Hettich Björn Kircheisen Ronny Ackermann | Finlande Hannu Manninen Jouni Kaitainen Jaakko Tallus Samppa Lajunen |

## Récapitulatif des médailles par pays
| Rang | Nations            | Médaille d'or | Médaille d'argent | Médaille de bronze | Total |
| ---- | ------------------ | ------------- | ----------------- | ------------------ | ----- |
| 1    | Norvège            | 5             | 5                 | 6                  | 16    |
| 2    | Allemagne          | 3             | 5                 | -                  | 8     |
| 3    | Suède              | 2             | 1                 | 3                  | 6     |
| 4    | Pologne            | 2             | -                 | -                  | 2     |
| 5    | Estonie            | 1             | 3                 | 1                  | 5     |
| 6    | Russie             | 1             | 1                 | 3                  | 5     |
| 7    | Finlande           | 1             | 1                 | 2                  | 4     |
| 8    | Autriche           | 1             | 1                 | 1                  | 3     |
| 9    | États-Unis         | 1             | -                 | -                  | 1     |
| -    | République tchèque | 1             | -                 | -                  | 1     |
| 11   | Japon              | -             | 1                 | 2                  | 3     |